# Aulonocnemis peyrierasi
Aulonocnemis peyrierasi är en skalbaggsart som beskrevs av Yves Cambefort 1987. Aulonocnemis peyrierasi ingår i släktet Aulonocnemis och familjen Aulonocnemidae. Inga underarter finns listade.